# هاتويبواري
هاتويبواري أو هاتوييواري (بالإنجليزية: Hatuibwari)‏ في أساطير ميلانيزيا هو كائن خارق (إله خنثوي)، يوصف بأنه ثعبان مجنح يملك رأسا بشريا، يملك قدرة الخلق. فقد خلق المرأة الأولى من طين أحمرٍ وجففها بواسطة حرارة الشمس. وبينما كانت المرأة تجف خلق هاتويبواري الرجل الأول من ضلعها. يصورونه أحيانا على شكل أفعى برأس إنسان وأربعة أعين وأربعة صدور إرضاع الصغار.